# Frightwig
Frightwig — женская панк-рок-группа из Сан-Франциско, образованная в 1982 году Диной Эшли и Миа Левин. После многочисленных изменений состава коллектив был расформирован в 1994 году.
В 2012 году Ребекка Севрин и Рэйчел Телье возобновили деятельность Frightwig. Текущий состав группы, помимо Севрин, включает — Дину Митчелл, Миа д’Бруцци и Эрика Дрю Фельдмана. В сентябре 2014 года Frightwig отправились в тур по восточному побережью США с блюзовым кавер-бэндом Jane Lee Hooker.

## История
Дину Эшли воспитывала мать-хиппи, которая познакомила её с творчеством Баффи Сент-Мари, Джоан Баез, Джими Хендрикса и The Beatles. Когда Эшли исполнилось 16 лет, она переехала в Сан-Франциско, где познакомилась с Мией Левин в городском кинотеатре. Позже Эшли так описывала их встречу: «Это был один из тех волшебных моментов, когда ты понимаешь, что это твоя вторая половинка. Однако, у нас также было много гневных сцен. Это похоже на многие отношения: вы злитесь друг на друга, вы проходите через всё. И это то, что укрепляет вашу связь».
Когда группа впервые сформировалась в 1982 году, Frightwig привлекли к себе определенное внимание тем, что все участницы коллектива были женщинами, среди прочего они подвергались частому освистыванию. Подобная реакция подтолкнула их к необходимости отстаивать свое «право» находится на сцене наравне с мужчинами. Во время исполнения «A Man’s Gotta Do, What A Man’s Gotta Do» группа приглашала мужчин на сцену, чтобы показать стриптиз, называя это «сексизмом наоборот».
Чтобы хоть как-то сводить концы с концами, участницам Frightwig приходилось подрабатывать на стороне. Эшли вспоминала: «В 1980-е мы могли работать на какой-нибудь сторонней дерьмовой работёнке на минимальном окладе, который, если мне не изменяет память, составлял около 3,25 доллара в час в местах наподобие „the Egyptian“ и „the Strand Theatre“ на Маркет-стрит. Наша студия находилась напротив клуба „Sound of Music“; и нам приходилось тащить туда оборудование в три часа ночи [после шоу] в туфлях на шпильках и в хламину пьяными».
Frightwig выступали на таких концертных площадках Сан-Франциско, как «Valencia Tool & Die», «The Fillmore», «Mabuhay Gardens», «The On Broadway» и «The Farm». Группа несколько раз гастролировала по Соединённым Штатам, Британской Колумбии, а также Европе — осенью 1985 года — на разогреве у D.O.A., а в 1994 году - провела концертный тур по Швейцарии. В Нью-Йорке они часто выступали в клубе «8BC», который «стал одним из наших домов». На небольшой период Frightwig приобрели общенациональную известность после того, как Курт Кобейн одел на концерт серии «MTV Unplugged» в футболку с их символикой. На протяжении своей карьеры Frightwig провести совместные туры с такими группами, как Flipper, Funkyard, Butthole Surfers, Snakefinger, GBH, Redd Kross и No Means No, а также играли на одной сцене с Dead Kennedys, Sonic Youth, Лидия Ланч, L7, SWA и Bikini Kill. Влияние Frightwig на своё творчество отмечали такие артисты, как Hole, L7, Bikini Kill и Faith No More.
4 мая 2017 года участница группы Сесилия Кун умерла от рака. В мае 2019 году Frightwig отыграли в Сан-Франциско шоу в поддержку организации RAICES, а также концерт в сентябре в поддержку PRF в Окленде, Калифорния.

## Текущий состав
- Дина Эшли (вокал / бас)
- Миа Левин (она же Mia d’Bruzzi) (вокал / гитара)
- Сесилия Кун (1955–2017) (вокал / ударные)
- Эрик Дрю Фельдман[англ.] (синтезатор)
- Ребекка Севрин (бэк-вокал / гитара на последнем сингле)

## Дискография

### Студийные альбомы
- Cat Farm Faboo (1984; Subterranean Records[англ.])
- Faster, Frightwig, Kill! Kill! (1986; Caroline Records)

### Синглы/Мини-альбомы
- Phonesexy EP (1990; Boner Records[англ.])
- Hit Return EP (2013, самостоятельный релиз)
- War On Women 7" Single (2014, самостоятельный релиз)

### Сборники
- Teriyaki Asthma Volume III (V/A compilation) (1990; C/Z Records)
- Teriyaki Asthma Volumes I-V (V/A compilation) (1992; C/Z Records)
- Wild Women Never Die (сборник первых двух студийных альбомов) (1993; Southern Records[англ.])